# Henning Irmler

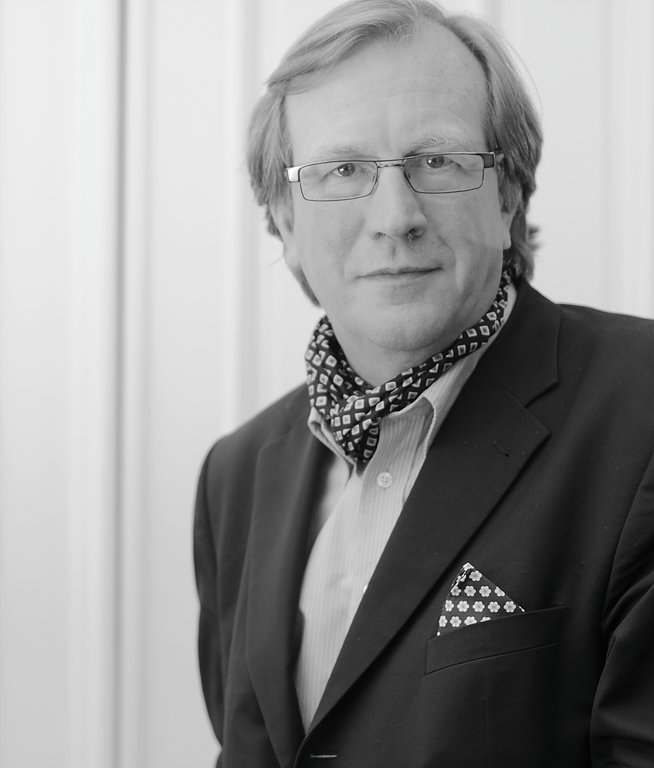
Henning Irmler, 2016

Henning Irmler (* 20. Februar 1958 in Hannover) ist ein deutscher Rechtsanwalt, Fachanwalt für Vergaberecht und Fachanwalt für Bau- und Architektenrecht in Schwerin.

## Leben
Irmler ist in Paderborn aufgewachsen und durchlief von 1974 bis 1977 eine Lehre zum Kaufmann im Groß- und Außenhandel. Nach dem Abitur am Westfalen-Kolleg Paderborn im Jahre 1980 studierte er seit dem Wintersemester 1980/81 Rechtswissenschaft und Betriebswirtschaftslehre an der Universität Bielefeld und der Fernuniversität Hagen. Das Referendariat absolvierte er in Bielefeld und  Paderborn, beim Oberlandesgericht Hamm und in Edmonton. Das Zweite Staatsexamen legte er 1988 ab. Von Oktober 1988 bis Juni 1991 war er als Rechtsanwalt in Brilon und Detmold tätig. Als CDU-Mitglied saß er von 1984 bis 1991 im Kreistag vom Kreis Paderborn, von 1986 bis 1988 war er Kreisvorsitzender der Jungen Union Paderborn. Im August 1991 ließ er sich als Rechtsanwalt in Schwerin nieder. 1993 erhielt er die Zulassung als Rechtsanwalt beim Oberlandesgericht Rostock. Seine Kanzlei in Schwerin und Lübeck befasst sich ausschließlich mit Architektenrecht, Vergaberecht und Baurecht. Irmler ist Mitglied der Corps Baltica-Borussia Danzig zu Bielefeld und Vandalia Rostock. Seit 1996 ist er Vorsitzender des AHSC Schwerin.

## Ehrenämter
- Honorarprofessor für Architekten- und Ingenieurrecht an der Hochschule Wismar (seit 2013)
- Lehrbeauftragter für Bau- und Architektenrecht an der Universität Rostock (seit 1998)
- Justitiar der Architektenkammer Mecklenburg-Vorpommern (1992–2021)
- Vorsitz im Schweriner Anwaltsverein (1994–2006)
- Beisitzer bei der Vergabekammer des Bundes beim Bundeskartellamt (seit 2000)
- Beisitzer bei der Vergabekammer des Landes Mecklenburg-Vorpommern (1999–2009)
- Mitglied im Aufsichtsrat des Diakoniewerk Neues Ufer gGmbH (2009–2019)
- Mitglied im Kuratorium Augustenstift zu Schwerin (seit 2009)
- Vorsitzender des Kuratoriums des Augustenstifts zu Schwerin (sei 2020)

## Schriften
- HOAI-Praktikerkommentar : Honorarordnung für Architekten und Ingenieure. Reguvis 3. Auflage 2024. ISBN 978-3-8462-1291-2.
- Bauordnung Mecklenburg-Vorpommern, 3. Auflage. Verlagsgruppe Hüthig Jehle Rehm 2006, ISBN 978-3-8073-2193-6.
- Die Haftung des Architekten und des Ingenieurs, in: Dieter Jacob, Gerhard Ring, Rainer Wolf: Freiberger Handbuch zum Baurecht, 3. Auflage. Fraunhofer-Informationszentrum Raum und Bau, Bundesanzeiger 2008, ISBN 978-3-8167-7361-0.
- Hans Ganten, Eduard Kindereit: Typische Baumängel, 3. Auflage. Verlag C.H.Beck, München 2019. ISBN 978-3-406-71008-7.